# دانيال ويلسون (لاعب كرة قدم)
دانيال ويلسون (بالإنجليزية: Daniel Wilson)‏ هو لاعب كرة قدم غياني، ولد في 1 نوفمبر 1993 في جورج تاون في غيانا. شارك مع منتخب غيانا لكرة القدم. أما مع النوادي، فقد لعب مع TP-47 ‏.

## وصلات خارجية
- دانييل ويلسون على موقع قاعدة بيانات كرة القدم.إي يو (الإنجليزية)
- دانييل ويلسون على موقع ناشيونال فوتبول تيمز (الإنجليزية)
- دانييل ويلسون على موقع Soccerway.com (الإنجليزية)